# 학벌주의
학벌주의는 학교의 평판인 학벌과 학력을 중요하게 생각하는 주의로, 지잡대등 하위권 대학 출신이라도 차별없이 학력만 높으면 상관 없다고 보는 학력주의와 엄밀히는 구분된다. 일부 사람들은 학벌주의가 차별이라고 생각하고, 어떤 사람은 학벌주의가 능력주의의 일종이라고 생각한다.